# Вербівка (притока Путилівки)
Вербівка — річка в Україні, у Ківерцівському районі Волинської області. Ліва притока Путилівки, (басейн Прип'яті).

## Опис
Довжина річки приблизно 7,03 км, найкоротша відстань між витоком і гирлом — 6,39  км, коефіцієнт звивистості річки — 1,10 . Формується багатьма безіменними струмками та загатами.

## Розташування
Бере початок у селі Покащів. Тече переважно на північний схід через Одеради, Хром'яків і між селами Дідичі та Ставок впадає у річку Путиліку, ліву притоку Стубазки.
Населені пункти вздовж берегової смуги: Дерно.

## Цікавий факт
- У книзі Олександра Цинкаловського «Стара Волинь і Волинське Полісся» про цю річку зазначено: |                                                                        | \| Покащів або Покощів, село, Дубенський пов., ... Село над р. Вербівкою.[3] \| |
| Покащів або Покощів, село, Дубенський пов., ... Село над р. Вербівкою. |                                                                                 |